# Наславиці (Свентокшиське воєводство)
Наславиці (пол. Nasławice) — село в Польщі, у гміні Клімонтув Сандомирського повіту Свентокшиського воєводства.
Населення — 223 особи (2011).
У 1975-1998 роках село належало до Тарнобжезького воєводства.

## Демографія
Демографічна структура на день 31 березня 2011 року:
|          | Загалом | Допрацездатний вік | Працездатний вік | Постпрацездатний вік |
| -------- | ------- | ------------------ | ---------------- | -------------------- |
| Чоловіки | 103     | 27                 | 64               | 12                   |
| Жінки    | 120     | 29                 | 59               | 32                   |
| Разом    | 223     | 56                 | 123              | 44                   |